# 索菲·布朗夏尔
索菲·布朗夏尔（法語：Sophie Blanchard，法語發音：[sɔfi blɑ̃ʃaʁ]；1778年3月25日—1819年7月6日）人称布朗夏尔夫人（Madame Blanchard），还以婚前和婚后各种姓名组合为人所知，如马德莱娜-索菲·布朗夏尔（Madeleine-Sophie Blanchard）、玛丽·马德莱娜-索菲·布朗夏尔（Marie Madeleine-Sophie Blanchard）、玛丽·索菲·阿尔芒（Marie Sophie Armant）和马德莱娜·索菲-阿尔芒·布朗夏尔（Madeleine-Sophie Armant Blanchard），是法国热气球驾驶员，也是热气球先锋让-皮埃尔·布朗夏尔的妻子。索菲是人类历史上首位职业热气球女驾驶员，在丈夫去世后继续投身热气球事业，升空飞行60余次。她凭热气球驾驶名扬欧洲并深得拿破仑赏识，由此取代安德烈-雅克·加纳林当上“官方节日热气球驾驶员”。1814年法国波旁复辟时，她又为路易十八表演，获封“复辟王朝官方热气球驾驶员”。
热气球先锋的风险很大，布朗夏尔有几次因气温太低昏迷不醒，还曾因气球掉进沼泽差点淹死。1819年，她在巴黎蒂沃利花园的博览会上升空，然后因焰火引燃气球并坠落屋顶，本人当场摔死，是历史上首位死于航空事故的女子。

## 人生历程

### 早年经历和事业

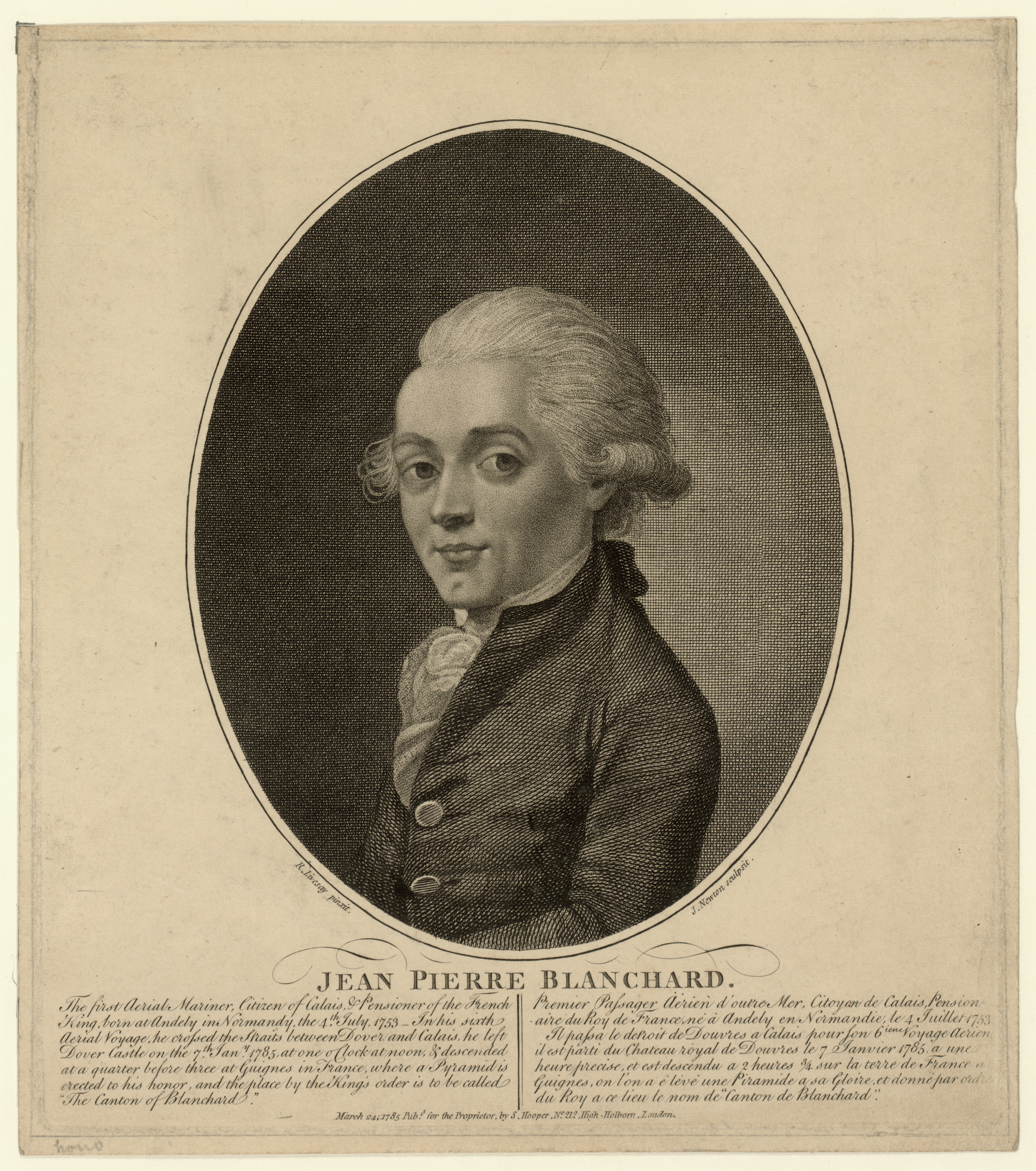
让-皮埃尔·布朗夏尔是索菲的丈夫，同样死于航空事故

玛丽·马德莱娜-索菲·阿尔芒生于拉罗谢尔附近的三炮村（Les Trois Canons，今属于伊沃），父母都是新教徒。她成婚前的经历缺乏记载，丈夫让-皮埃尔·布朗夏尔是世界上首位职业热气球飞行员。两人成亲的确切时间记载不一，来源中最早的说法是1794年，也有称1797年，但绝大部分认为是1804年，索菲也是这年首度乘热气球飞上蓝天。布朗夏尔早已和维克图瓦·勒布朗（Victoire Lebrun）结婚，还有四个孩子，但他抛妻弃子环游欧洲从事热气球飞行，勒布朗最后在饥寒交迫中死去。不同来源对索菲的看法不一，有些称她是布朗夏尔“矮小、丑陋而紧张的夫人”，或是“矮小，长有小鸟般的尖利羽毛”，后来又变成“漂亮的小个子”。索菲在空中比在地面更自如，她情绪紧张，在地面很容易受到惊吓。她很怕坐马车和噪杂的声音，但飞上天后就变得无所畏惧。1807年，布朗夏尔夫妇在一起飞行（索菲第11次升空，估计是讓-皮埃爾的第61次升空）时发生事故，气球坠落，男方头部受伤，女方显然也因惊吓持续一段时间说不出话。
1804年12月27日，索菲在让-皮埃尔带领下从马赛首度飞上蓝天。让-皮埃尔缺乏商业常识，夫妇二人面临破产，但自信女子气球飞行员的噱头能引起足够关注，解决财务困境，对此索菲表示“这感觉无与伦比”。索菲第二次起飞也是和丈夫一道，但第三次就是独立飞行，于1805年8月18日从图卢兹的雅各宾教堂花园升空。
索菲不是首位热气球女飞行员。早在1784年5月20日，蒙塔朗贝尔侯爵夫人与伯爵夫人（the Marchioness and Countess of Montalembert）、波德纳斯伯爵夫人（the Countess of Podenas）和某位拉加德小姐（Miss de Lagarde）就曾在巴黎搭乘系留气球。索菲也不是首位乘非系留气球上天的女子，塞莱斯蒂娜·亨利（Célestine Henri）曾于1798年随安德烈-雅克·加纳林升空，人们普遍认为她是首位非系留气球女乘客，但这份荣誉实际上属于歌剧歌手伊丽莎白·蒂布尔（Elizabeth Thible）。早在1784年6月4日，蒂布尔就在里昂乘热气球升空娱乐古斯塔夫三世，比亨利还早14年。索菲实际上是首位搭乘自有气球升空的女子，也是首位以气球飞行为职业的女子。
1809年，让-皮埃尔在海牙因心脏病发从气球上摔落，伤重不治。索菲在丈夫去世后继续飞行，其中又以夜间飞行为主，经常整夜都待在天上。

### 独自飞行

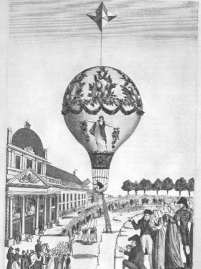
1810年6月24日，布朗夏尔在战神广场起飞

像丈夫一样，索菲也开展降落伞实验，将狗从热气球上放下去；作为娱乐，她在气球上放焰火，还把焰火装进篮子，用小降落伞放下去。其他热气球飞行员大多靠表演跳伞扬名立万，特别是安德烈-雅克·加纳林一家，他的夫人、女儿和侄女都会定期表演跳伞。他的侄女伊丽莎·加纳林（Élisa Garnerin）是索菲在女子热气球飞行领域的头号对手，只要有合适的比赛，两人几乎都会出席。索菲可能也曾表演跳伞，但她最大的兴趣还是热气球飞行。
让-皮埃尔去世时，夫妻二人依然负债累累，所以为尽量缩减开支，索菲在选择气球时也力求节俭。她使用的是氢气球，下面的系篮只能放下一张椅子，升空时无需任何热气球所需材料，而且氢气球的起降也不需要她点火并控制火力。此时“气球暴动”还很常见，如果气球未能如期起飞，失望的民众往往会摧毁气球甚至殴打飞行员，所以使用更小且易于充气的气球就变得非常重要。索菲体型娇小，体重很轻，所以能减少所充氢气量。她也曾用过（或至少曾拥有）热气球，据弗朗西斯·马切罗尼（Francis Maceroni）上校的回忆录记载，索菲曾于1811年把热气球以40英镑的价格卖给他。
拿破仑一世对索菲青眼相看，任命她取代安德烈-雅克·加纳林的位置。加纳林此前在巴黎释放气球为拿破仑加冕献礼时因气球失控出尽洋相，气球之后一直飘到罗马，最后在布拉恰诺湖坠落，许多人以此取笑拿破仑。拿破仑任命索菲的确切职位尚有疑问，可以确定的是“官方节日热气球驾驶员”，负责组织重大活动期间的热气球展示，同时他还可能任命索菲担任气球空军部长，有消息称她曾草拟从空中入侵英格兰的计划。但索菲曾向拿破仑指出，英吉利海峡常年大风盛行，这样的入侵计划基本不可能成功，打消拿破仑不切实际的想法。

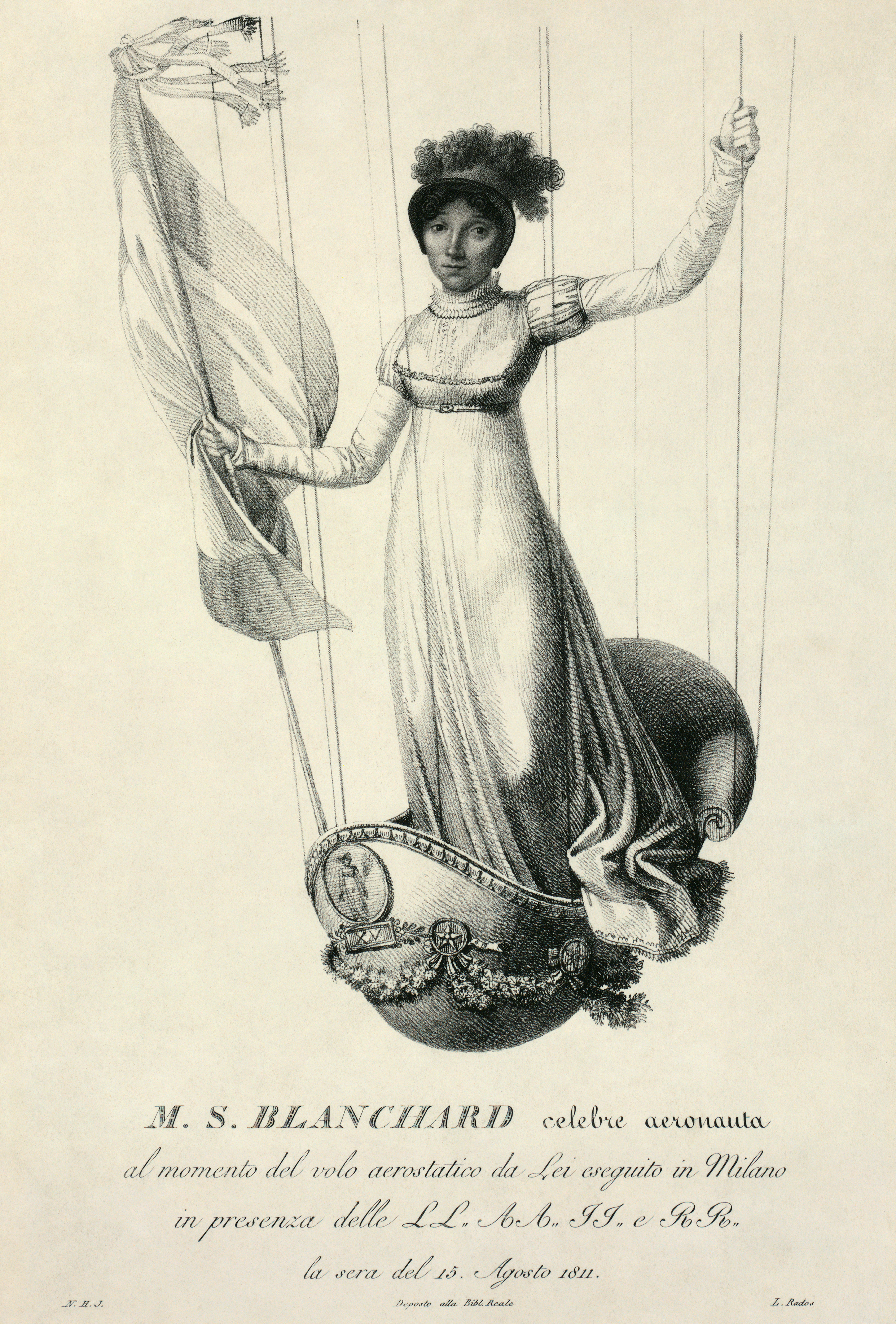
1811年8月15日，索菲在米兰起飞，为42岁的拿破仑庆生

1810年6月24日，布朗夏尔在巴黎战神广场起飞，为拿破仑提供娱乐；她还曾在帝国卫队为皇帝迎娶玛丽·路易莎的庆典上飞行。拿破仑之子降生当天，布朗夏尔驾驶气球从战神广场飞到巴黎上空，并散发宣告皇子诞生的传单。1811年6月23日，她在皇子洗礼的正式庆典上飞行，还在气球上表演焰火发射。8月15日，她又在米兰举办的“皇帝节”（Féte de l'Emperor）表演。同年，她陪同那不勒斯国王、拿破仑的妹夫若阿尚·缪拉在恶劣天气升空检阅部队。1814年5月4日，复辟皇位的路易十八进入巴黎，布朗夏尔乘气球从新桥起飞加入新帝凯旋游行。路易十八对她的表演深感着谜，封她为“复辟王朝官方热气球驾驶员”。[a]
布朗夏尔的名字传遍欧洲，吸引大批群众观看她飞行。1810年9月16日，卡尔·马利亚·冯·韦伯的歌剧《西尔瓦娜》（Silvana）在美因河畔法兰克福首演，然而布朗夏尔当天也在表演气球飞行，城内居民蜂拥前往观看，留在剧院的寥寥无几。她多次在意大利表演。1811年，她从罗马起飞前往那不勒斯，路程共分两段，首先是飞行97公里后暂停，然后又从罗马起飞并一直攀升到3600米，布朗夏尔自称此时一度陷入沉睡，后来气球在塔利亚科佐着陆。同年，她又在万塞讷附近为避开雹暴起飞，结果在天上昏迷，飞行时间长达14个半小时。1812年4月12日，索菲乘气球翻越阿尔卑斯山飞往都灵，高空气温实在太低，她不但流鼻血，脸和双手都结起冰柱。1817年9月21日，她第53次乘气球飞行，目的地南特，但因选择的降落点实际上是沼泽地差点丧命。气球的顶篷被树夹住，导致下面的座椅翻过来，布朗夏尔被绳索缠住并落入沼泽，救援再晚到片刻就只能为她收尸。她为玛丽-泰蕾兹·德拉穆罗斯（Marie-Thérèse Charlotte de Lamourous）决意在波尔多为“失足女”建立收容所的善举打动，表示愿意捐出一次飞行的收益。德拉穆罗斯谢绝布朗夏尔的好意，声称不能接受他人冒生命危险赚的钱。

### 丧生

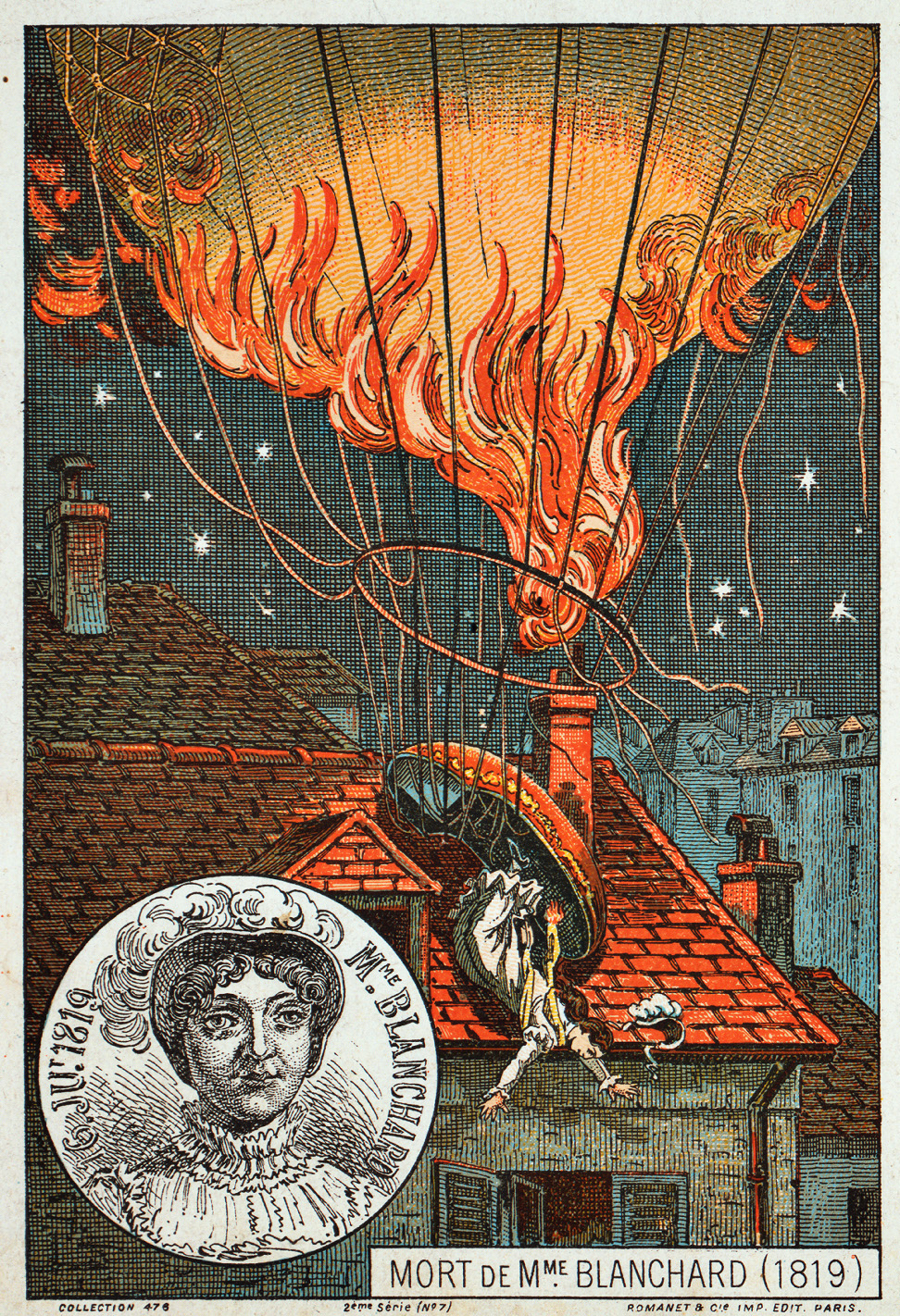
19世纪下半叶画作《布朗夏尔夫人之死》

1819年7月6日，布朗夏尔在巴黎蒂沃利花园升空后因氢气球着火坠落，身体被周围绳索缠绕并当场摔死。
布朗夏尔经常在蒂沃利花园表演，留在巴黎时每周都在此起飞两次。他人曾反复警告她，在气球上燃放焰火非常危险。这次表演的焰火更多，预计会特别引人注目，从文献记载来看，她还是记得别人提出的警示。部分群众呼吁她不要起飞，但其他人急切地想看表演，敦促她马上开始。有记载称她最终下定决心走进气球吊椅，口中宣布：“出发！这是最后一次！”
夜间十点半左右（不同文献记载的确切时间不一），头戴鸵鸟毛装饰的白帽子、身穿白色裙装的布朗夏尔带着白色旗帜开始起飞。现场风力强劲，气球的飞升过程看起来很吃力。布朗夏尔抛下压载物继续上升，气球又碰到树木。离开树顶后，布朗夏尔挥舞旗帜向众人示意，气球被装有孟加拉焰火的篮子照亮，这种焰火色彩纷呈，燃烧缓慢。
表演开始后不久，仍在飞升的气球着火。部分记载称气球短暂被云层遮挡后很快出现，但上面已经起火。气球内的氢气被点燃，布朗夏尔开始快速下降，但因风力太大，气球下降期间仍在远离花园。部分观众以为这都是演出噱头，所以大声鼓舞欢呼。气球之前飞升得不是很高，虽然漏出的气体还在燃烧，但气球内还有足够氢气，确保整个飞行器不至一头栽到地面。布朗夏尔迅速抛下压载物减缓下坠速度，大部分记载声称她在下降期间表现冷静，但气球接近地面时，她却在绝望地挥动双手。事后有传言称她紧紧抓住气球下的椅子，“以致好几条动脉因此折断”。

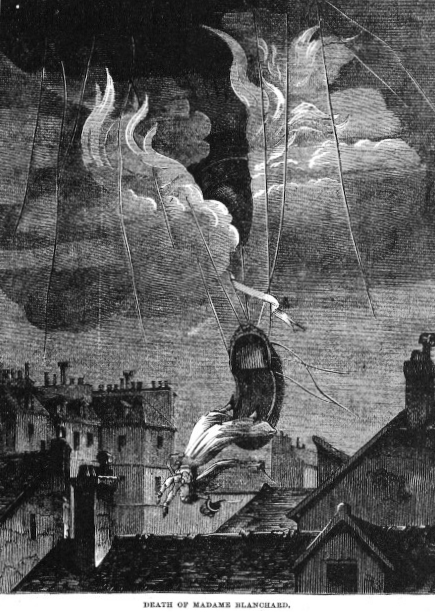
另一幅描绘布朗夏尔之死的画作，1869年完成

气球在坠落到接近普罗旺斯路房顶时耗尽存气，掉在某个屋顶上[b]。如果一切到此为此，估计布朗夏尔很可能存活下来，但将椅子固定在气球主体上的绳索很可能已经烧毁，或是掉落的冲击力将她向前抛出，导致布朗夏尔被气球的网缠住，从屋顶侧面摔到下面的街道。据目击者约翰·普尔（John Poole）所述：
当时的情形非常可怕，稍稍停顿半刻后，布朗夏尔夫人被气球的网线缠住，摔在普罗旺斯路的屋顶上，再从斜边掉到街上，只留下支离破碎的尸体。
部分文献称她在掉落屋顶时呼号“救命！”虽有群众赶来救援，但为时以晚，布朗夏尔或因脖子折断当场死亡，或是最多十分钟后断气。
估计事故最可能是因为气球在飞升期间撞到树木，上面的焰火倒向其他方向，同时气球承重太大，上升速度不够快。布朗夏尔点燃引线后，部分焰火不是朝外面发射，而是对着气球，将布料烧穿并点燃里面的气体。现场有男士声称当时看到情况不妙，朝她大喊不要点火，但声音被群众的欢呼掩盖。事后的报导声称布朗夏尔没有关紧气阀，导致火花引燃气体进而烧着气球，或是气球本身已经存在破损，导致上升期间气体溢出。

## 影响
据目击布朗夏尔最后一次起飞及随后事故的诺里奇·达夫（Norwich Duff）记载：
不难想象，对于成千上万聚集在娱乐场所兴致勃勃的人们来说，如此惊心动魄的事故会对他们产生什么影响……
听闻布朗夏尔摔死的消息后，蒂沃利花园业主立即宣布将入场费用捐赠给她的孩子，部分观众站在大门前，向巴黎市民募捐。募捐共筹得2400法郎，但布朗夏尔其实没有留下孩子，所以捐款改为树立纪念碑，上面描绘气球着火的景像。布朗夏尔葬于拉雪兹神父公墓，纪念碑就立在她的墓地，墓碑上刻着墓志铭：“因她的艺术和无畏牺牲”（victime de son art et de son intrépidité）。余下约一千法郎捐给她曾经前往的路德会比利特斯教堂。布朗夏尔去世时虽不富裕，但已还清丈夫留下的债务实现财务自由。每次起飞的成本约在一千法朗，尚不计算气球维护费用。她在遗嘱中把财产留给部分熟人的女儿，遗产价值说法不一，有称仅一千法朗，也有称五万法朗。
布朗夏尔夫人去世的消息传遍欧洲，儒勒·凡尔纳的著作《气球上的五星期》（Five Weeks in a Balloon）提到她的名字；費奧多爾·米哈伊洛維奇·陀思妥耶夫斯基的《赌徒》声称，布朗夏尔从空中坠落时的感受肯定与赌博时的赌徒很像。对于其他人来说，她的死如同警世寓言，要么用于告诫女人信守本分，切勿乱出风头，要么证明壮观表演的虚荣背后往往要负出巨大代价。格伦维尔·梅伦（Grenville Mellen）就称，布朗夏尔的悲剧证明，坐上气球的女人不会感到自在和快乐，不然肯定就是晕了头。查尔斯·狄更斯也称：“水罐经常到井里装水，但总有一天会破裂”（与“常在河边走，哪能不湿鞋”同义）。受布朗夏尔的经历启发，琳达·唐恩（Linda Donn）于2006年出版小说《小小气球人》（The Little Balloonist）。
2019年电影《热气球飞行家》中由菲丽希缇·琼斯扮演的女主角，热气球驾驶员阿米莉亚·雷恩（Amelia Rennes）一定程度上受到布朗夏尔启发。

## 脚注
1. ↑  Dunlop 2016.
2. 1 2 3 4 5 6 7  Marck 2006, pp. 70–71.
3. 1 2 3 4  Lynn 2006, p. 132.
4. 1 2 3  Walker 2004, pp. 50–53.
5. ↑  Brown 1801, pp. 207–208.
6. 1 2 3 4 5 6 7  Michaud 1854, pp. 415–416.
7. ↑  Walsh 1913, pp. 11–12.
8. ↑  Turgan 1851, p. 170.
9. ↑  Figuier 1859, p. 239.
10. 1 2  What'sHerName & Wright 2018.
11. 1 2  Maceroni 1838, p. 41.
12. ↑  Hoefer 1857, p. 499.
13. ↑  Martin 2000, p. 135.
14. ↑  Smucker 1857, p. 249.
15. ↑  de Saint-Amand [1890] 2004, p. 270.
16. ↑  Peltier 1814, p. 391.
17. ↑  Newman 1945, p. 513.
18. ↑  Select Reviews 1812, p. 176.
19. ↑  Wason 1897, p. 82.
20. ↑  Shayler 2005, p. 10.
21. ↑  Yonge 1858, p. 57.
22. 1 2 3  Ireland 1822, p. 402.
23. ↑  Gentleman's Magazine 1819, p. 76.
24. ↑  Marion [1870] 2004, p. 99.
25. ↑  Mathews 1839, p.65.
26. ↑  Poole 1838, p. 80.
27. ↑  Turgan 1851, p. 145.
28. 1 2  Duff 1819.
29. ↑  Lesur 1820, p. 651.
30. ↑  Mellen 1825, p. 154.
31. ↑  Dickens 1853, p. 488.
32. ↑  Fiction Book Review: The Little Balloonist & Publisher's Weekly.
33. ↑  Scott 2018.
34. ↑  Canadian Aviation Museum 2004.